# Lennart Hardell
Lennart Hardell (* 18. Oktober 1944 in Hietaniemi, Norrbottens län) ist ein schwedischer Onkologe, Krebs-Epidemiologe und Umweltmediziner.
Hardell studierte an der Universität Umeå Medizin und wurde 1981 promoviert. Seine Dissertation (Epidemiological studies on soft-tissue sarcoma and malignant lymphoma and their relation to phenoxy acid or chlorophenol exposure) war eine epidemiologische Studie über Krebsrisiken aus Chlorphenol-Derivaten, die als Desinfektionsmittel genutzt werden, und Salzen von Phenoxycarbonsäuren, die als Herbizide genutzt werden. Hardell ist Professor für Onkologie und Epidemiologie von Krebserkrankungen am Universitätskrankenhaus von Örebro.
Er ist bekannt für die Untersuchung potentieller Krebsrisiken von künstlichen organischen Stoffen in der Umwelt mit epidemiologischen Studien, darunter Dioxine, Insektizide, Fungizide, Herbizide wie Glyphosat, PCBs und das Flammenschutzmittel Tetrabrombisphenol A. Bekannt ist er außerdem für epidemiologische Studien über die Risiken von elektromagnetischer Strahlung von Mobilfunkempfängern und schnurlosen Telefonen für Hirntumore (Akustikusneurinom, Gliom).
Seine Untersuchungen führten 1977 mit zum Verbot des Herbizids mit dem schwedischen Markennamen Hormoslyr in Schweden. Es kam zuerst 1944 in den USA in den Handel (und war 1941 in den USA für den Kriegseinsatz entwickelt worden – es kam im Koreakrieg zum Einsatz) als Herbizid für die Forstwirtschaft. Als solches wurde es auch von Waldarbeitern in Schweden ab 1947 benutzt. Es enthielt 2,4-Dichlorphenoxyessigsäure und 2,4,5-Trichlorphenoxyessigsäure und damit teilweise die gleichen Stoffe wie das in Vietnam als Entlaubungsmittel eingesetzte Agent Orange (mit ähnlicher Gefahr der Dioxin-Kontaminierung). Für sein Engagement in diesem Zusammenhang und für Pionierarbeiten zum Krebsrisiko ähnlicher Substanzen aus dem Dioxin-Umfeld erhielt Hardell 1997 den schwedischen Miljömedicinska priset.
In einer Studie von 2002 fand er erhöhte Risiken für Non-Hodgkin-Lymphom (und deren Variante Haarzellleukämie) bei Glyphosat (Quotenverhältnis OR=3) und dem Herbizid MCPA (OR=2,6). Die Studien beruhten allerdings auf telefonische Befragung im Nachhinein (Fälle aus dem Krebsregister und der Kontrollgruppe) und beruhen auf dem Erinnerungsvermögen und der Einschätzung der Befragten an Kontakte mit den betreffenden Substanzen.
Im Fall von Mobiltelefonen kam er 2007 bei Auswertung anderer Studien zu dem Schluss, dass ein erhöhtes Krebsrisiko besteht und er sagte einen entsprechenden relativen Anstieg der Krebsfälle voraus. Es folgte 2011 eine Studie die ein erhöhtes Langzeitrisiko von bösartigen Tumoren aufgrund von Mobilfunknutzung postulierte. Eine Studie von M. Little und Kollegen von 2012 mit Daten aus den USA widersprach dagegen einem aus der schwedischen Studie vorhergesagten ansteigenden Trend von Krebsfällen. Die Bewertung der Studien ist umstritten, die Studie von Hardell und Kollegen von 2011 führte aber zusammen mit der Interphone Studie von 2010 dazu, dass die WHO ein mögliches Krebsrisiko von Mobilfunkgeräten konstatierte (siehe auch Mobiltelefon#Studien zur möglichen Krebsentstehung). Hardell trat auch als Sachverständiger in Prozessen gegen Mobilfunkgesellschaften auf, zum Beispiel in den USA und Italien.

## Schriften
Glyphosat:
- L. Hardell, M. Eriksson, M. Nordstrom: Exposure to pesticides as risk factor for non-Hodgkin's lymphoma and hairy cell leukemia: pooled analysis of two Swedish case-control studies, Leuk. Lymphoma, Band 43, 2002, S. 1043–1049, PMID 12148884.

Mobilfunkrisiken:
- L. Hardell, K. H. Mild, M. Carlberg: Case-control study on the use of cellular and cordless phones and the risk for malignant brain tumours, Int J Radiat Biol. Band 78, 2002, S. 931–936. PMID 12465658.
- L. Hardell, M. Carlberg, K. H. Mild: Case-control study of the association between the use of cellular and cordless telephones and malignant brain tumors diagnosed during 2000–2003, Environ Res. Band 100, 2006, S. 232–241. PMID 16023098.
- L. Hardell, M. Carlberg: Mobile phones, cordless phones and the risk for brain tumours, Int. J. Oncol., Band 35, 2009, S. 5–17. PMID 19513546.
- L. Hardell, M. Carlberg, M. K. Hansson: Pooled analysis of case-control studies on malignant brain tumours and the use of mobile and cordless phones including living and deceased subjects, Int J Oncol. Band 38, 2011, S. 1465–1474, PMID 21331446.
- L. Hardell, M. Carlberg, M. K. Hansson: Re-analysis of risk for glioma in relation to mobile telephone use: comparison with the results of the Interphone international case-control study, Int J Epidemiol. Band 40, 2011, S. 1126–1128.
- L. Hardell, M. Carlbeg, F. Söderqvist, K. H. Mild, Pooled analysis of case-control studies on acoustic neuroma diagnosed 1997–2003 and 2007–2009 and use of mobile and cordless phones., International Journal of Oncology, Band 43, 2013, S. 1036–1044, PMID 23877578.